# Shotgun-szekvenálás
A genetikában a shotgun-szekvenálás véletlenszerű DNS-szálak szekvenálására használt módszer.
A Sanger-szekvenálás láncvégi módszere csak rövid, 100–1000 bp-os DNS-szálakra használható. Emiatt a hosszabb szekvenciákat önállóan szekvenálható kisebbekre osztják, majd összeállítják a teljes szekvenáláshoz.
A shotgun-szekvenálásban a DNS számos kis részre van osztva véletlenszerűen, ezek láncvégi módszerrel való szekvenálása hozza létre a leolvasásokat. A több átfedő leolvasás több törés-szekvenálás ciklussal oldható meg. A számítógépes programok ezután az átfedő részeket folytonos szekvenciává állítják össze.
A teljes genomszekvenálást lehetővé tevő technológiák egyike volt.

## Példa
Az alábbi két véletlenszerű leolvasási ciklus igen egyszerű példa:
| Szál               | Szekvencia                                            |
| ------------------ | ----------------------------------------------------- |
| Eredeti            | AGCATGCTGCAGTCATGCTTAGGCTA                            |
| Első szekvencia    | AGCATGCTGCAGTCATGCT------- -------------------TAGGCTA |
| Második szekvencia | AGCATG-------------------- ------CTGCAGTCATGCTTAGGCTA |
| Rekonstrukció      | AGCATGCTGCAGTCATGCTTAGGCTA                            |

Ezen egyszerűsített példában az eredeti szekvencia egészét egyik leolvasás se fedi, de a négy leolvasásból megadható az eredeti szekvencia végeik átfedésének felhasználásával. A gyakorlatban a folyamat hatalmas mennyiségű információt használ számos kétértelműséggel és szekvenálási hibával. Az összetett genomok összeillesztését nehezítik továbbá az ismétlődő szakaszok, vagyis a hasonló rövid leolvasások a szekvencia teljesen eltérő részéről is származhatnak.
Számos átfedő leolvasás szükséges ezek meghatározásához és a megfelelő összeillesztéshez. Például a humángenom-projektben a humán genom nagy része legalább 12-szeres lefedettségben volt szekvenálva, minden bázis átlagosan 12 különböző leolvasásban volt megtalálható. Még így is a humán genom eukromatinrészének mintegy 1%-át nem izolálták vagy illesztették össze 2004-ben.

## Teljes genomos shotgun-szekvenálás

### Történet
A kis (4000–7000 bp) genomok teljes genomos shotgun-szekvenálását 1979-ben javasolták először. Az első így szekvenált genom a karfiolmozaik-vírus 1981-ben kiadott genomja volt.

### Párosított végű szekvenálás
Szélesebb körű alkalmazása a végpáronkénti szekvenálással jelent meg. Ahogy a szekvenálási projektek hosszabb és komplexebb DNS-szekvenciákat kezdtek el szekvenálni, több csoport hasznosnak látta a DNS-töredék mindkét fvégének szekvenálását. Bár mindkét vég szekvenálása és az adatok kezelés két eltérő töredék egy végének szekvenálásánál nehezebb, az ismeret, hogy a két szekvencia ellenkező irányú, és nagyjából egy töredék hosszára vannak egymástól, értékes volt az eredeti töredék szekvenciájának rekonstrukciójában.

#### Története
A párosított végű szekvenálás használatát először 1990-ben közölték a humán hipoxantin-guanin foszforiboziltranszferáz (HGPRT) lokuszának szekvenálásakor, de ekkor használata a hagyományos szekvenálás utáni lyukak lezárására korlátozódott. A tisztán páronkénti szekvenálás első leírása állandó hosszú töredékek feltételezése mellett 1991-ben történt. Ekkor közösségi konszenzus volt, hogy az optimális töredékhossz a szekvencialeolvasás hosszának 3-szorosa. 1995-ben Jared Roach és társai változó méretű töredékek használatát mutatták be, és kimutatták, hogy nagy célpontok szekvenálhatók tisztán páronként. Ezt alkalmazta a Genomkutatási Intézet (TIGR) a Haemophilus influenzae genomjának 1995-ös, majd a Celera Genomics a Drosophila melanogaster genomjának 2000-es, végül a humán genom szekvenálásához.

### Módszer
A stratégiához egy nagy tömegű DNS-szálat méret szerint (általában 2, 10, 50, 150 kbp) kiválasztott véletlenszerű töredékekre vágnak, és megfelelő vektorba klónoznak. A klónokat mindkét végről szekvenálják láncvégi Sanger-szekvenálással, E szekvenciák a végleolvasások vagy 1-es és 2-es leolvasás, az azonos klónról származó olvasások a „társpárok”. Mivel a láncvégi módszer általában csak 500–1000 bázisból álló leolvasásokat készíthet, a társpárok ritkán fednek át a legrövidebb klónok kivételével.

### Összeállítás
Az eredeti szekvencia rekonstrukciója szekvencia-összeállítóval történik. Először az átfedő leolvasások hosszabb összetett szekvenciákba (contig) kerülnek, melyek „scaffoldokba” kapcsolhatók a társpárok kapcsolatai követésével. A contigtávolság meghatározható a társpárhelyzetekből, ha az átlagos töredékhossz ismert, és kicsi a szórása. A távolság függvényében különböző módszerek használhatók a lyukakban lévő szekvenciák megadásához: ha kicsi a lyuk (5–20 kb, polimeráz-láncreakcióval sokszorosítható, majd szekvenálható a rész, ha nagyobb (>20 kb), a nagy töredék speciális vektorokban (például mesterséges baktérium-kromoszóma) klónozható, majd a vektor szekvenálható.

### Előnyök és hátrányok
Előnye, hogy az egész genom egyszerre szekvenálható több szekvenálóeszközzel, ami a hagyományos módszereknél hatékonyabb. Hátránya viszont, hogy noha gyorsan szekvenál nagy DNS-részeket, a megfelelő összeillesztésükre való képesség kétes, különösen ismétlődő részkekel rendelkező eukarióta genomokkal. A szekvenciaillesztők javulása és a számítógépek árának csökkenése e korlátot áthidalhatta.

### Lefedettség
A lefedettség a rekonstruált szekvencia egy nukleotidjához tartozó átlagos leolvasásszám. Képlete {\displaystyle n={NL \over G}}, ahol {\displaystyle n} a lefedettség, {\displaystyle N} az olvasásszám, {\displaystyle L} az átlagos olvasáshossz, {\displaystyle G} a genomhossz. Például egy 2000 bp hosszú, 8, átlagosan 500 nt hosszú leolvasásból rekonstruált genom redundanciája 2-szeres. E paraméter lehetővé teszi más mennyiségek, például a leolvasások által lefedett genomarány becslését. A magas lefedettség ajánlott, mivel a bázishívás és az összeillesztés hibáit csökkenti. A DNS-szekvenálás-elmélet e mennyiségek kapcsolatait vizsgálja.
Néha különbséget tesznek a szekvencia- és a fizikai lefedettség közt. Előbbi az egy bázisra jutó átlagos leolvasásszám, utóbbi az egy bázisra jutó átlagos társpárosleolvasás-szám.

## Hierarchikus shotgun-szekvenálás

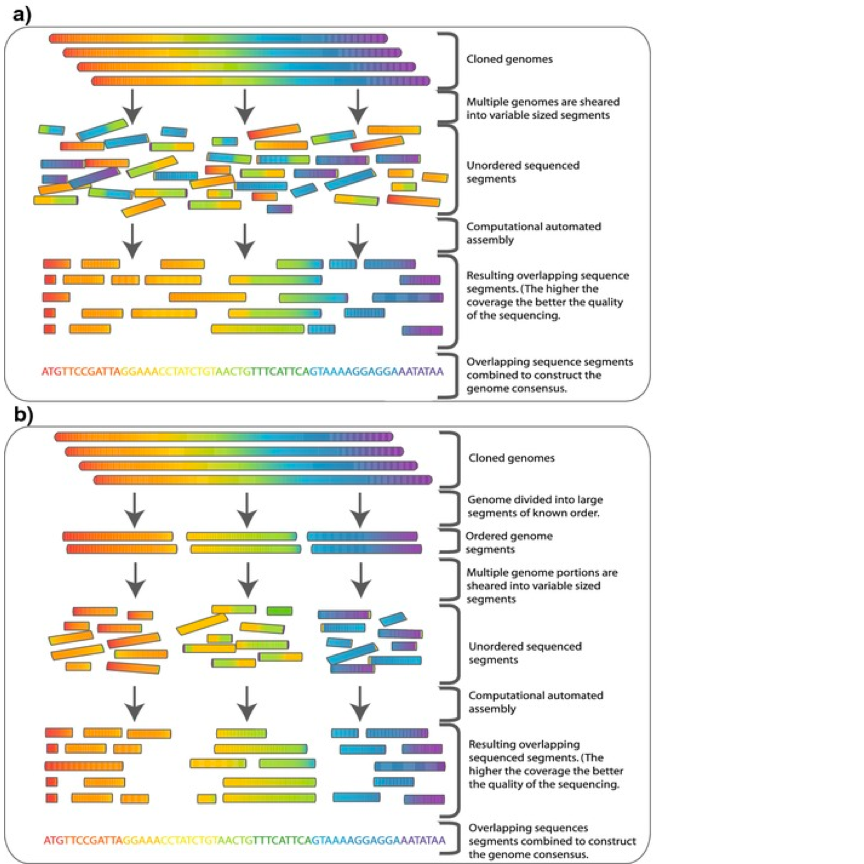
A teljes genomos shotgun-szekvenálásban (fent) a genomot véletlenszerűen a szekvenáláshoz megfelelő méretű töredékekre osztják, majd újra összeállítják. A hierarchikusban (lent) a genomot először nagyobb részekre osztják, ezek sorrendje meghatározása után a részeket szekvenáláshoz megfelelő méretű részekre bontják.

Bár a shotgun-szekvenálás elvileg bármekkora genomra alkalmazható, közvetlen használata nagy genomok, például a humán genom szekvenálásában az 1990-es évek végéig korlátozott volt, mikor a technológiai haladás lehetővé tette a folyamatban érintett sok adat kezelését. Eredetileg a teljes genomos szekvenálást a nagy genomok nagysága és a nagyobb ismétlődő-DNS-arány (a humán genomban például >50%) is korlátozta. Nem volt elfogadott, hogy egy nagy genom teljes genomos shotgun szekvenálása megbízható adatokat szolgáltat, ezért más, a szekvencia-összeállításhoz szükséges teljesítményt csökkentő eljárások kellettek a shotgun szekvenálás előtt. A hierarchikus (más néven felülről lefelé jövő) szekvenálásban alacsony felbontású fizikai leképezés készül a genomról a tényleges szekvenálás előtt. Erről kevés, az egész kromoszómát kiválasztó töredéket kiválasztanak szekvenáláshoz. Így kevés magas átvitelű szekvenálás és összeillesztés kell.
A sokszorosított genomot először nagyobb, 50–200 kb-os részekre bontják és baktériumokba klónozzák BAC vagy P1-derivált mesterséges kromoszóma (PAC) révén. Mivel több genommásolatot bontottak véletlenszerűen, az egyes klónokban lévő töredékek végei valószínűleg eltérnek, és elég lefedettséggel megtalálható a BAC-contigokból álló legkisebb scaffold. Ez a minimális lefedő sorozat.

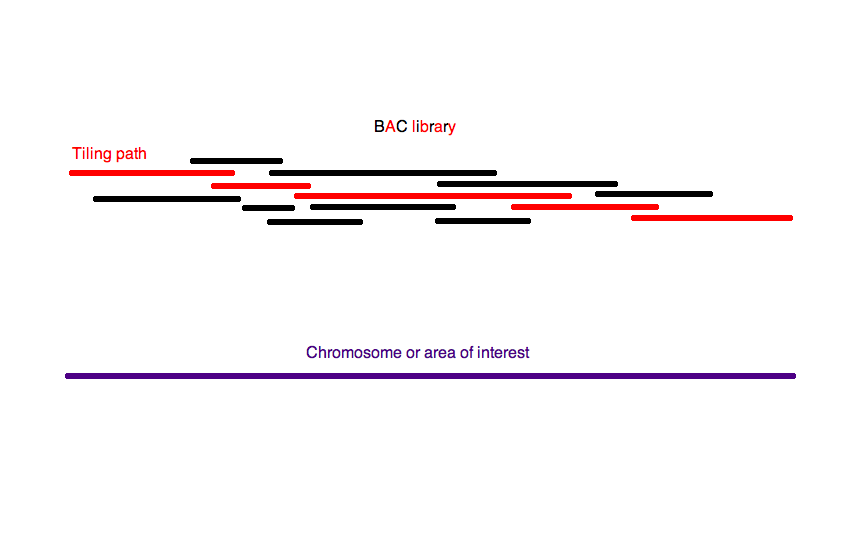
A teljes genomot lefedő BAC-contig alkotja a lefedő sorozatot.

A lefedési út megtalálása után az utat alkotó BAC-ok véletlenszerűen kisebb töredékekre bomlanak, és shotgun szekvenálással szekvenálhatók kisebb méretben.
Bár a teljes BAC-contig-szekvenciák nem ismertek, az egymáshoz viszonyított helyzetek igen. E sorrendek levezetésére és a lefedési utat alkotó BAC-ok kiválasztására több út van. Általában a klónok egymáshoz viszonyított helyzetének azonosítása és az egész érintett részt alkotó, a lehető legkevesebb klón által alkotott folytonos scaffold kiválasztása fontos. A klónsorrend az átfedés módjának meghatározásával vezethető le. Az átfedő klónok számos módon azonosíthatók. Radioaktívan vagy kémiailag megjelölt anyag szekvenciajelölt hellyel (STS) hibridizálható mikrocsoportra, erre kerülnek a klónok. Így az adott szekvenciát genomjukban tartalmazó klónok azonosíthatók. A klónok vége szekvenálhatók, új megjelölt anyagot adva, és a folyamat ismételhető, ez a kromoszómaséta.
Egy alternatív módszer a BAC-könyvtár restrikciós emésztése. Két közös töredékkel rendelkező klón átfed, mivel több hasonló távolságra lévő restrikciós helye közös. E genomikai leképezési módszer a restrikció vagy BAC-ujjlenyomat-készítés, mivel a klónok restrikciós helyeit azonosítja. A klónok átfedésének megtalálása és genombeli helyének megismerése után e contigok egész genomot fedő minimális részhalmazának scaffoldját szekvenálják.
Mivel először alacsony felbontású leképezést készít a genomról, a hierarchikus shotgun szekvenálás lassabb az egész genomosnál, de kevésbé függ a számítógépes algoritmusoktól. A jelentős BAC-könyvtár-készítés és lefedősorozat-kiválasztás teszik ezt azonban lassúvá és munkaigényessé. Mivel a technológia elérhető, az adatok megbízhatók, a teljes genomos shotgun szekvenálás sebessége és hatékonysága miatt a genomszekvenálás elsődleges módjává vált.

## Újabb szekvenálási technológiák
A hagyományos shotgun szekvenálás a Sanger-szekvenáláson alapult, amely 1995–2005 között a legjobb módszer volt a szekvenálásra. A shotgun szekvenálást ma is használják más szekvenáló technológiákkal, például rövid (más néven új generációs szekvenálás) és hosszú leolvasású szekvenálással együtt.
A rövid leolvasású vagy „új generációs” szekvenálás rövidebb, 25–500 bp körüli leolvasásokat ad, de ezekből akár több milliót is viszonylag rövid idő, akár napok alatt is. Ez magas lefedettséget ad, de az összeillesztés sokkal erőforrás-igényesebb. E technológiák a sok adat és a viszonylag rövid szekvenálási idő miatt jobbak a Sanger-szekvenálásnál.

## A metagenomikában
A 400–500 bp-os leolvasások elegendők a DNS forrásának faját vagy törzsét, amennyiben a genom ismert, például k tagú polimereken alapuló taxonómiai besoroló szoftverrel. Az új generációs szekvenálásból származó több millió leolvasással bármely komplex, akár több ezer fajú mikrobiom, például a bélmikrobiom is teljesen áttekinthető. Előnye a 16S rRNS-amplikonszekvenálással szemben, hogy nem korlátozódik baktériumokra, képes a fajnál kisebb taxonokat is meghatározni, ahol az amplikonszekvenálás csak a génuszt adja meg, és képes teljes géneket kivonni és funkciójukat meghatározni a metagenom részeként. A metagenomikai szekvenálás szenzitivitása hasznossá teszi a klinikumban. Azonban a minta vagy a szekvenáló rendszer szennyeződése fontos probléma.

## Fordítás
Ez a szócikk részben vagy egészben  a   Shotgun sequencing című angol Wikipédia-szócikk ezen változatának fordításán alapul.  Az eredeti cikk szerkesztőit annak laptörténete sorolja fel. Ez a jelzés csupán a megfogalmazás eredetét és a szerzői jogokat jelzi, nem szolgál a cikkben szereplő információk forrásmegjelöléseként.